# Laurent Bouhnik
Laurent Bouhnik, né le 7 avril 1961 à Paris, est un acteur, réalisateur, scénariste et producteur de cinéma français.

## Biographie
Laurent Bouhnik est né à Paris en France.
À l’âge de 14 ans, il gagne le premier prix d’un concours de bande dessinée à TF1 dont le président du jury a été Hergé.
Bouhnik enseigne la réalisation et la scénarisation à La Fémis à Paris ainsi qu'à la Sorbonne.
En 2025, il crée sa chaine YouTube, BUGBOUHNIK, avec ses enfants, première chaine YouTube sur un réalisateur de cinéma qui décrit, avec humour, la manière dont il a réalisé ses films.

### Carrière
Au début de sa carrière artistique, Laurent Bouhnik a travaillé comme illustrateur de bandes dessinées en rédigeant en parallèle des petits essais et des pièces de théâtre.
En 1987, il réalise son premier court métrage, Rouge au feu, suivi par L’Alligator en 1988. Son troisième court métrage, Troubles ou la Journée d'une femme ordinaire est apparu en 1994 et a reçu de nombreux prix. Il lui a fallu 4 ans pour produire et réaliser ce film,.
En 1996, Bouhnik réalise Sélect Hôtel, son premier long métrage. Son deuxième long métrage Zonzon, a été tourné deux ans plus tard, ce qui a aidé l'acteur Jamel Debbouze à se faire remarquer,.
Le film de Bouhnik, Madeleine (1999) a été la première étape de son projet de réalisation d'un film par an entre 1999 et 2009, racontant le tournant du siècle en France dans une trame narrative entrelacée.
En 2002, il réalise le film Vingt-quatre Heures de la vie d'une femme, inspiré par le roman de Stefan Zweig,.
En 2007, il réalise L'invité, avec Daniel Auteuil, Thierry Lhermitte et Valérie Lemercier.
En 2011, il réalise Q, un film interdit aux moins de 16 ans, où toutes les scènes d'amour ne sont pas simulées.

## Filmographie

### En tant que réalisateur
- 1988 : Rouge au feu (court métrage)
- 1989 : L'Alligator (court métrage)
- 1994 : Troubles ou la Journée d'une femme ordinaire (court métrage)
- 1996 : Sélect Hôtel
- 1997 : Tout va mâle (court métrage)
- 1998 : Zonzon
- 1998 : Un beau jour sans conséquence (court métrage)
- 1999 : 1999 Madeleine
- 2000 : Scénarios sur la drogue (film collectif), section Speedball
- 2000 : Deux L (court métrage)
- 2001 : Histoire d'eau dans la série Les Redoutables
- 2002 : Vingt-quatre Heures de la vie d'une femme
- 2003 : Nif (court métrage)
- 2007 : L'Invité
- 2009 : Suite noire : Vitrage à la corde (téléfilm de la série Suite noire)
- 2011 : Q
- 2016 : Entre le jour et la nuit

### En tant qu'acteur
- 1999 : Paddy de Gérard Mordillat
- 2000 : Sur un air d'autoroute de Thierry Boscheron
- 2002 : Vivante de Sandrine Ray
- 2016 : Super Z de Julien de Volte et Arnaud Tabarly

### En tant que scénariste
- 1988 : Rouge au feu
- 1989 : L'Alligator
- 1994 : Troubles ou la Journée d'une femme ordinaire
- 1997 : Sélect Hôtel
- 1999 : Speedball
- 1999 : 1999 Madeleine
- 1998 : Zonzon
- 2000 : Deux L
- 2002 : Histoire d'eau
- 2003 : Vingt-quatre Heures de la vie d'une femme
- 2006 : Mauvaise line (Bande dessinée)
- 2008 : adaptation avec Bibi Nacéri de Vitrage à la corde
- 2010 : Q
- 2016 : Entre le jour et la nuit

### En tant que producteur
- 1997 : Sélect Hôtel
- 1999 : 1999 Madeleine
- 2010 : Q
- 2016 : Entre le jour et la nuit

## Distinctions

### Récompenses
Les films de Laurent Bouhnik ont obtenu 6 récompenses :
- 1999 : Prix Jury de la Jeunesse pour 1999 Madeleine au Festival international du film de Locarno
- 1999 : Prix d'interprétation pour Véra Briole, comédienne principale de 1999 Madeleine au Festival international du film de Locarno
- 1998 : Grand prix pour Un beau jour sans conséquence au Festival du court métrage de Clermont-Ferrand
- 1997 : Prix Romy Scheider pour Julie Gayet dans Sélect Hôtel
- 1997 : Prix Jeune Talent SACD pour Sélect Hôtel
- 1996 : Grand Prix pour Sélect Hôtel au Festival du film d'Avignon

### Nominations et sélections
- Festival international du film fantastique de Bruxelles en 1997
- Festival international du film de Gijón en 1998
- Festival international du film de Stockholm en 1998 et 1999
- Sochi International Film Festival en 2003
- Festival international du film francophone de Namur en 1998

## Publications
- Blue train de Laurent Bouhnik et Christian Cailleaux, Éditions le 9e monde, 2003
- Mauvaise line de Laurent Bouhnik (texte) et Stefan Thanneur (illustrations), Éditions Emmanuel Proust, 2004
- Le César nuit gravement à la santé, Éditions Delatour France, 2018